# Elisabeth von Hanau († 1475)

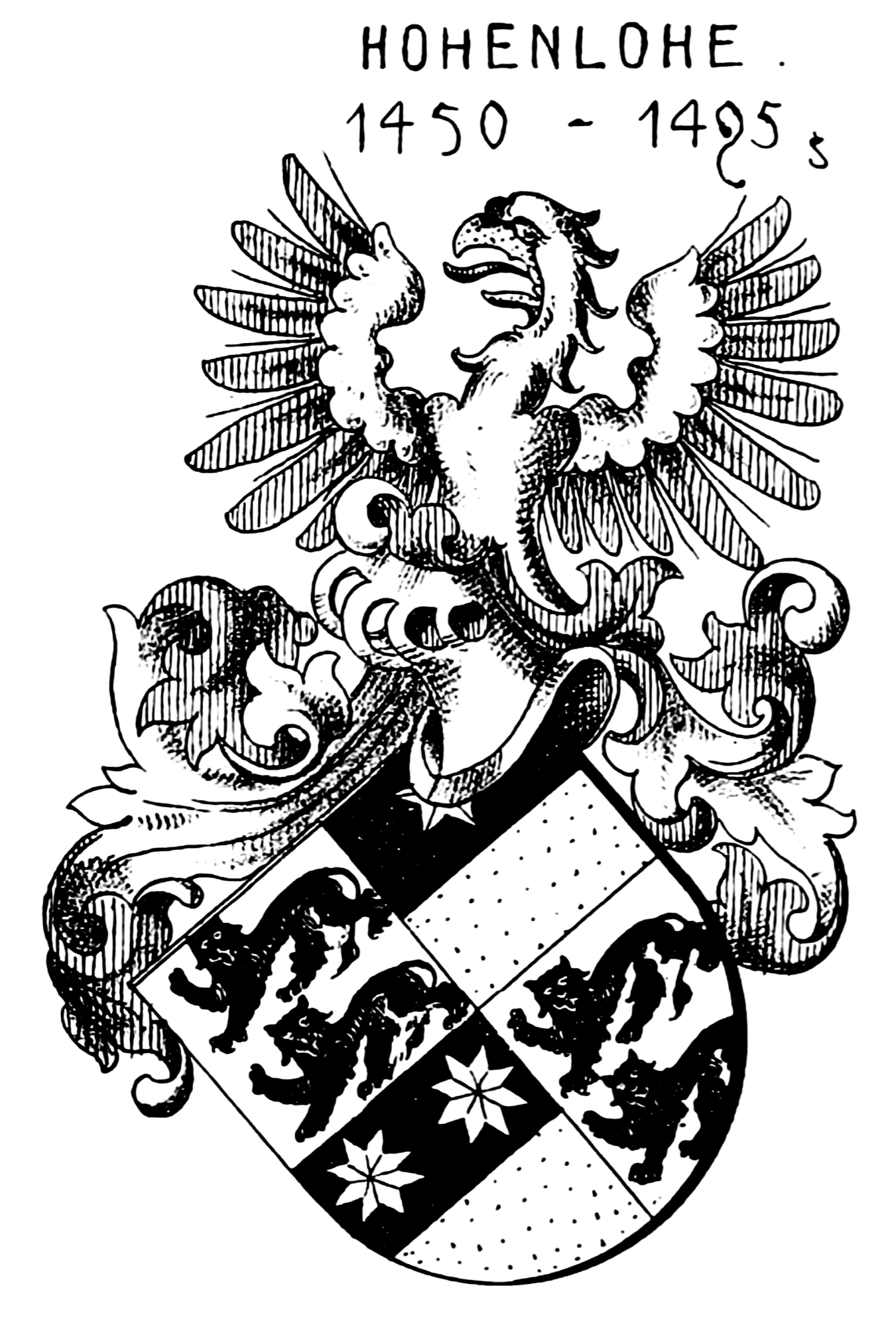
Wappen der Grafen zu Hohenlohe, 1450 bis 1495 vereint mit den Wappen der Grafschaft Ziegenhain und der Grafschaft Nidda

Elisabeth von Hanau (* um 1395; † 25. Mai 1475) war eine Tochter Ulrichs V. von Hanau und der Gräfin Elisabeth von Ziegenhain. Durch ihre Ehe mit Albrecht I. von Hohenlohe-Weikersheim bewahrte sie dessen Haus vor dem Aussterben.  

## Bedeutung

### Ziegenhainer Erbschaft
Durch ihre Ehe mit Albrecht I. von Hohenlohe stärkte Elisabeth von Hanau die verwandtschaftliche Beziehung zwischen den Häusern Hohenlohe und Ziegenhain und den hohenlohischen Erbanspruch auf die Grafschaft Ziegenhain. Dieser war ursprünglich entstanden, weil Elisabeths Großtante Agnes von Ziegenhain († 23. März 1374), eine Schwester ihrer Großvaters Gottfried VIII. von Ziegenhain, um das Jahr 1370 den Onkel ihres Mannes, Kraft IV. von Hohenlohe-Weikersheim († 1390), geheiratet hatte.
1450 verstarb der letzte Graf von Ziegenhain, Johann II., ohne männliche Erben. Die Grafschaft Ziegenhain war bereits seit 1437 ein Lehen der Landgrafschaft Hessen. Der Landgraf von Hessen erklärte sie daher als hessisches Lehen für heimgefallen und besetzte sie militärisch. Das Haus Hohenlohe machte dagegen Erbansprüche geltend, die es auch über Elisabeth von Hanau ableitete. Es gelang den Hohenlohern, von Kaiser Friedrich III. mit Ziegenhain als Reichslehen beliehen zu werden. Der Erbstreit dauerte bis 1495, führte zu rechtlichen und kriegerischen Auseinandersetzungen, endete aber mit dem Sieg Hessens: Ziegenhain blieb bei der Landgrafschaft Hessen. Albrecht I., Elisabeth und ihre Erben behielten allerdings den Grafentitel, der erst durch die von Elisabeth vermittelte Ziegenhainer Erbschaft an das Haus Hohenlohe gelangt war, und führten den sechsstrahligen Ziegenhainer Stern weiterhin im Wappen.

### Lichtenberger Erbschaft
Elisabeth war durch die erste Ehe ihrer gleichnamigen Tochter mit Ludwig V. von Lichtenberg, die wiederum die Eltern der Anna von Lichtenberg (* 1442; † 1474) waren, Großmutter von Anna. Anna heiratete am 3. September 1458 den Grafen Philipp I., den Älteren, von Hanau-Babenhausen. 1480 erbte Philipp I., vermittelt durch sie, für die gemeinsamen Kinder von ihrem kinderlos verstorbenen Onkel und letzten männlichen Glied der Familie von Lichtenberg, Jakob von Lichtenberg, zusammen mit ihrer Schwester, die mit Graf Simon Wecker von Zweibrücken-Bitsch verheiratet war, je zur Hälfte die größtenteils im Elsass gelegene Herrschaft Lichtenberg. Dieser territoriale Zugewinn ließ aus der bis dahin bescheidenen Grafschaft Hanau-Babenhausen ein ansehnliches Territorium werden, das künftig den Namen Grafschaft Hanau-Lichtenberg trug.
Elisabeth von Hanau starb am 25. Mai 1475 und wurde im Kloster Gnadental beigesetzt.

## Familie
Elisabeth von Hanau heiratete 1413 Albrecht I. von Hohenlohe-Weikersheim. Aus dieser Ehe gingen hervor:
1. Kraft V. († 31. März 1472)
2. Georg († 1470)
3. Albrecht II. († 1490)
4. Elisabeth († 24. Dezember 1488), zweimal verheiratet, nämlich mit
  1. Ludwig V. von Lichtenberg
  2. Hugo XIII. von Montfort-Rotenfels-Langenargen († 16. Oktober 1491)
5. Anna († 8. September 1440), Nonne im Kloster Klarenthal, dort auch beigesetzt
6. Adelheid, 1426 Nonne, vermutlich ebenfalls im Kloster Klarenthal
7. Agneta, 1426 Nonne, vermutlich ebenfalls im Kloster Klarenthal

## Vorfahren
| Ahnentafel der Elisabeth von Hanau | Ahnentafel der Elisabeth von Hanau                                                        | Ahnentafel der Elisabeth von Hanau                                                        | Ahnentafel der Elisabeth von Hanau                                                                                 | Ahnentafel der Elisabeth von Hanau                                                                                 | Ahnentafel der Elisabeth von Hanau | Ahnentafel der Elisabeth von Hanau |
| ---------------------------------- | ----------------------------------------------------------------------------------------- | ----------------------------------------------------------------------------------------- | --- | --- | ---------------------------------- | ---------------------------------- |
| Urgroßeltern                       | Ulrich III. von Hanau (*ca. 1310 – † 1369/70) ⚭ Adelheid von Nassau († 1344)              | Graf Eberhard von Wertheim († 1373) ⚭ Burggräfin Katharina von Hohenzollern († 1369)      | Graf Gottfried VII. von Ziegenhain († 1372) ⚭ Agnes von Falkenstein († 1380)                                       | Herzog Ernst I. von Braunschweig-Göttingen (* 1305; † 1367) ⚭ Landgräfin Elisabeth von Hessen († 1390)             |                                    |                                    |
| Großeltern                         | Ulrich IV. von Hanau (* 1330/40; † 1380) ⚭ Gräfin Elisabeth von Wertheim (* 1347; † 1378) | Ulrich IV. von Hanau (* 1330/40; † 1380) ⚭ Gräfin Elisabeth von Wertheim (* 1347; † 1378) | Graf Gottfried VIII. von Ziegenhain (* 1360; † 1394) ⚭ Herzogin Agnes von Braunschweig-Lüneburg-Göttingen († 1416) | Graf Gottfried VIII. von Ziegenhain (* 1360; † 1394) ⚭ Herzogin Agnes von Braunschweig-Lüneburg-Göttingen († 1416) |                                    |                                    |
| Eltern                             | Ulrich V. von Hanau (* 1370; † 1419) ⚭ Gräfin Elisabeth von Ziegenhain (* 1375; † 1431)   | Ulrich V. von Hanau (* 1370; † 1419) ⚭ Gräfin Elisabeth von Ziegenhain (* 1375; † 1431)   | Ulrich V. von Hanau (* 1370; † 1419) ⚭ Gräfin Elisabeth von Ziegenhain (* 1375; † 1431)                            | Ulrich V. von Hanau (* 1370; † 1419) ⚭ Gräfin Elisabeth von Ziegenhain (* 1375; † 1431)                            |                                    |                                    |
| Elisabeth                          |                                                                                           |                                                                                           | | |                                    |                                    |

Zur Familie vgl. Hauptartikel: Hanau (Adelsgeschlecht)